# Hugues Taraval

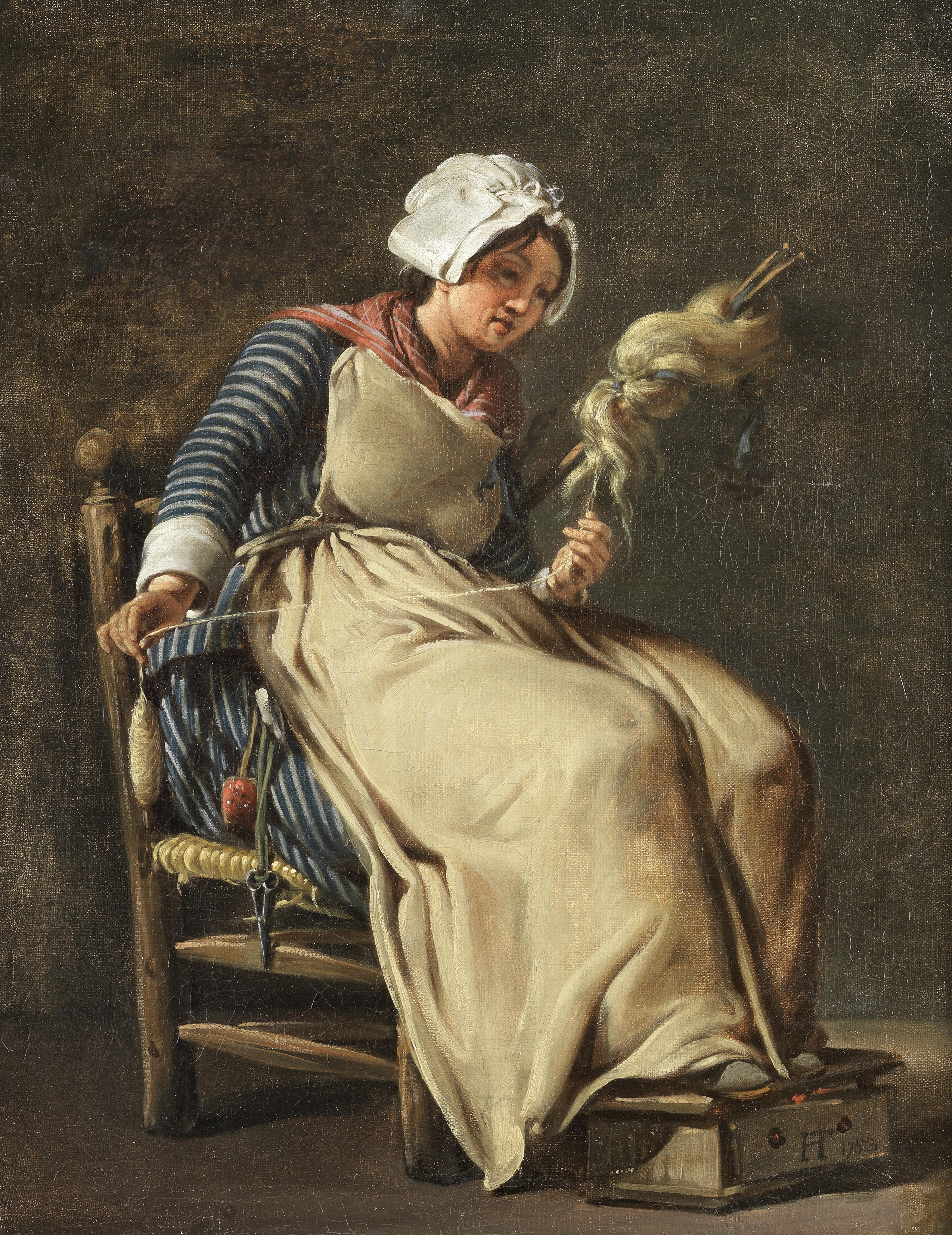
En kökspiga målad av Taraval 1783.

Jean Hugues Taraval, född 27 februari 1729 i Paris, död 10 oktober 1785 i Paris, var en fransk målare, tecknare, grafiker och professor vid konstakademien i Paris.
Han var son till Guillaume Thomas Rapaël Taraval och Marie-Anna Françoise Guillemard och bror till Gustave Taraval. Han fick sin första utbildning inom konsten av sin far vid Kungliga Ritareakademien och som medhjälpare vid dekorationsmålningar vid slottet. Efter faderns död lämnade han tillsammans med sin bror och Johan Sevenbom Sverige för att studera vidare i Frankrike. Han antogs som elev vid den franska konstakademien där han tilldelades ett flertal medaljer och erkännanden för sin konst. Som franska statens stipendiat vistades han i Rom 1759–1764 och antogs 1769 som ledamot av den franska konstakademien i Paris. Han blev professor vid akademien 1778 och fick 1784 titeln Surinspecteur des Gobelins. Han valdes in i den svenska Konstakademien 1775.
Taravals produktion var omfattande och består huvudsakligen av mytologiska motiv och dekorativa målningar i rokokostil. För Louvren utförde han plafondmålningen Bacchi triumf som även var hans receptionsarbete till Konstakademien 1769. På kunglig befallning utförde han 14 målningar som skildrade Jesu liv för Treenighetskapellet i Fontainbleau. Han medverkade i de årliga Parissalongerna ett tiotal gånger där han fick stor framgång med sina målningar i rokokostil. Inga av de arbeten han utförde i Sverige under sin ungdom finns bevarade men i Gustav III:s paradsängkammare finns ett dörröverstycke målat i Paris 1766. Han var under några årtionden en av de främsta i franskt konstliv men senare konstkritiker uppfattar honom som en typisk andraplansfigur utan konstnärlig profil och konsthistoriskt intresse. Vid sin död testamenterade han sin konstnärliga kvarlåtenskap till Louvren. Taraval finns representerad vid Kungliga slottet, Nationalmuseum, Uppsala universitetsbibliotek, Göteborgs museum, Konstakademien, Louvren och ett flertal andra franska museer.